# Горючий сланец
Горючий сланец — полезное ископаемое из группы твёрдых каустобиолитов, дающее при сухой перегонке значительное количество смолы, близкой по составу к нефти (керогеновой или сланцевой нефти).
Горючие сланцы образовались на дне морей приблизительно 450 млн лет назад в результате одновременного отложения органического и неорганического ила.

## Состав

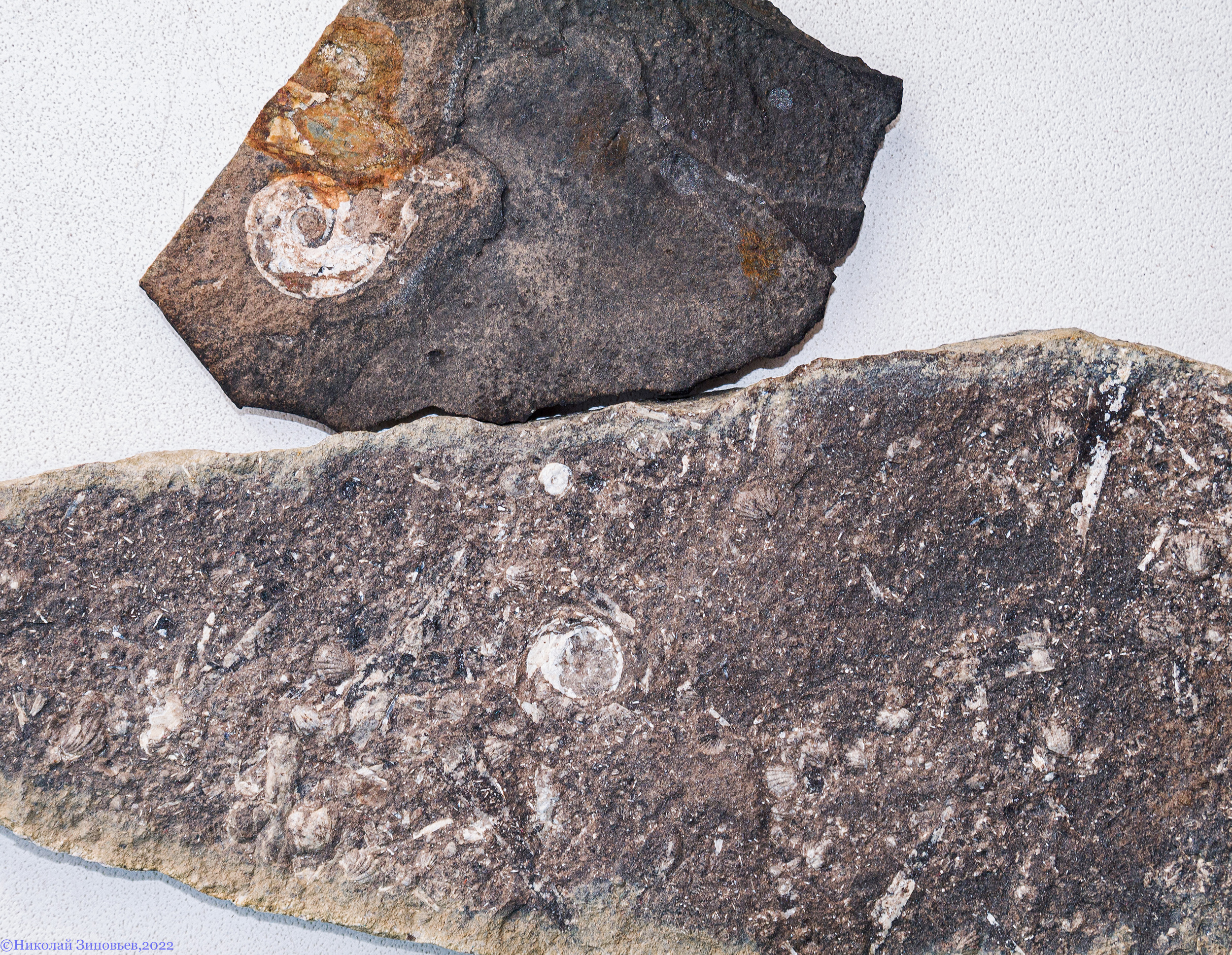
Горючий сланец со следами морской фауны из скального берега реки Чуть

Горючий сланец состоит из преобладающих минеральных (кальцит, доломит, гидрослюды, монтмориллонит, каолинит, полевые шпаты, кварц, пирит и др.) и органических частей (кероген), последняя составляет 10—30 % от массы породы и только в сланцах самого высокого качества достигает 50—70 %. Органическая часть является био- и геохимически преобразованным веществом простейших водорослей, сохранившим клеточное строение (талломоальгинит) или потерявшим его (коллоальгинит); в виде примеси в органической части присутствуют изменённые остатки высших растений (витринит, фюзенит, липоидинит).
Среди разведанных российских сланцевых месторождений на 2004 год выделяют:
- Волжский;
- Прибалтийский (Ленинградская область);
- Печоро-Тиманский;
- Вычегодский бассейны.

По зарубежным оценкам, крупнейшим месторождением России является Баженовское (Западная Сибирь).

## Добыча нефти из сланцев
С помощью термического воздействия на кероген, содержащийся в горючих сланцах, возможна добыча керогеновой нефти (сланцевой нефти). Она проводится двумя основными способами: обычным шахтным с последующей перегонкой (ex-situ process, низкоэффективен) либо добычей в пласте, когда нагревание производится непосредственно под землёй (in-site process). В мире керогеновая нефть добывается в чрезвычайно небольших количествах.
Кроме керогеновой нефти, горючие сланцы как нефтематеринская порода содержат некоторое количество традиционной лёгкой нефти (Сланцевая нефть или англ. tight oil в терминологии Министерства энергетики США и Международного энергетического агентства) и газа, которые могут быть добыты с помощью многостадийного гидроразрыва пласта и наклонно-направленного бурения с протяжёнными горизонтальными участками. Часть лёгкой нефти и газа может мигрировать из сланцев в смежные низкопроницаемые коллекторы.

## Использование в народном хозяйстве
Из горючих сланцев получают масла и смолы, помимо использования в качестве топлива для ТЭС, сланцы являются ценным химическим сырьем для синтетического дубителя, пластмасс, гербицидов, дорожных битумов и другого.
Сланцевая зола используется в производстве вяжущих веществ и строительных деталей[каких?], клея для строительной индустрии (для скрепления блоков домов).
Смола находит применение в производстве химических препаратов и даже лекарств.